# Blue Mound (Illinois)
Blue Mound es una villa ubicada en el condado de Macon en el estado estadounidense de Illinois. En el Censo de 2010 tenía una población de 1158 habitantes y una densidad poblacional de 755,25 personas por km².

## Geografía
Blue Mound se encuentra ubicada en las coordenadas 39°42′2″N 89°7′7″O / 39.70056, -89.11861. Según la Oficina del Censo de los Estados Unidos, Blue Mound tiene una superficie total de 1.53 km², de la cual 1.53 km² corresponden a tierra firme y (0%) 0 km² es agua.

## Demografía
Según el censo de 2010, había 1158 personas residiendo en Blue Mound. La densidad de población era de 755,25 hab./km². De los 1158 habitantes, Blue Mound estaba compuesto por el 97.67% blancos, el 0.35% eran afroamericanos, el 0.26% eran amerindios, el 0.43% eran asiáticos, el 0% eran isleños del Pacífico, el 0.35% eran de otras razas y el 0.95% pertenecían a dos o más razas. Del total de la población el 1.3% eran hispanos o latinos de cualquier raza.